# 總有一天，我們的夜晚也會過去
《總有一天，我們的夜晚也會過去》（韓語：언젠가 우리의 밤도 지나가겠죠） 是IZ*ONE的一首抒情歌曲，收錄於專輯《BLOOM*IZ》的第11首歌曲。雖然這首歌的演唱者記載為IZ*ONE，但錄音中僅由曹柔理、金采源和崔叡娜三位成員參與。這也是IZ*ONE在韓國發行的音源中，由最少成員參與演唱的小分隊作品。

## 背景
2019年5月6日，曹柔理在IZ*ONE專屬綜藝節目《ENOZI Cam》第25集中，透露自己正在嘗試創作歌曲並準備音源的計畫。她還公開表示，為了這個計畫特別開始學習吉他。大約半年後，也就是2019年11月，她的創作作品與專輯《BLOOM*IZ》的其他收錄曲一同被介紹給大眾，這些作品包括主打歌《FIESTA》等。
然而，由於Mnet選秀節目投票造假事件的影響，專輯的發行被迫延期，最終在2020年2月正式公開。負責發行的唱片公司Genie音樂表示，這首歌包含了「在得到粉絲的慰藉後，感受到與粉絲一同被療癒，並對他們的愛表示感謝」的深意。

## 評價
《BLOOM*IZ》中不僅收錄了這首歌曲，還包括像《SPACESHIP》等由成員參與作詞、作曲的作品。因此，專輯《BLOOM*IZ》被一些媒体認為可能是最能展現IZ*ONE色彩的專輯之一。

## 公演活動
這首歌並未在任何音樂節目上進行舞台表演，但曾在兩場IZ*ONE的演唱會中登場。
第一次表演是在2020年9月13日舉辦的IZ*ONE單獨演唱會《ONEIRIC THEATER》，當時由全體成員分段演唱這首歌曲。而第二次則是在2021年3月14日，IZ*ONE最後一場單獨演唱會《ONE, THE STORY》的第二天，當時這首歌曲由原錄音成員曹柔理、金采源和崔叡娜三人現場演唱。